# Љубица Филиповић Лазаревић
Љубица Филиповић Лазаревић (Ријека, 1885 — Крагујевац, 1975) била је српска сликарка и ученица Бете Вукановић и Антона Ажбеа.

## Биографија
Рођена је 1885. године у Ријеци, али се убрзо сели у Крагујевац. После завршене Гимназије у Крагујевцу, школовање је наставила код Бете Вукановић у Београду и код познатог словеначког сликара и учитеља сликања Антона Ажбеа, који је имао приватну школу у Минхену. Код Ажбеа је учила до смрти уметника, 1905. године, када се вратила у Србију и почела да излаже као чланица уметничког удружења „Лада”.
Први светски рат је провела као добровољац-болничарка у 19. пешадијском пуку. После рата и боравка у Италији, постала је наставница сликања и цртања у београдској Првој женској гимназији. Од тог тренутка Љубица је активна и у организовању Удружења ликовних уметника Србије и подизању Уметничког павиљона „Цвијета Зузорић”.
После бомбардовања Београда, 1941. године, када је запаљен њен атеље са свим сликама, вратила се у Крагујевац, где је наставила да ствара и држи школу сликања после рата. Чак и онда када је изгубила вид, на неки њен својствен начин наставила је да слика. Члан Удружења ликовних уметника Крагујевца постала је 1968. године.
Последње године живота је провела у крагујевачком Геронтолошком центру, који ју је и сахранио и у чијој монографији о штићеницима Љубичино име заузима почасно место. Умрла је 17. маја 1975. године.
Кућу у улици Танаска Рајића бр. 52, у којој је живела, као и сва своја сликарска дела, оставила је Народном музеју у Крагујевцу. У кући се данас налази њен легат са галеријом музеја, у којој се организују изложбе уметника као што се и додељује новоустановљена награда са њеним именом.